# Sabes a chocolate (canción de Menudo)
«Sabes a chocolate» es una canción de la boy band puertorriqueña Menudo, lanzada en 1984 en el álbum de estudio Evolución, bajo el sello de la discográfica RCA Records. La canción, compuesta por Carlos Villa y Alejandro Monroy y originalmente interpretada por Robby Rosa, tuvo dos adaptaciones en otros idiomas posteriormente. En 1985, fue versionada al inglés e incluida en el álbum Menudo, recibiendo el título de "Chocolate Candy". En 1986, una versión en italiano titulada "Baci Al Cioccolato", fue incluida en Viva! Bravo!, álbum con canciones en ese idioma lanzado exclusivamente en Italia.
La canción fue el primer trabajo del grupo que incluyó al nuevo miembro Ricky Martin, quien se unió a los integrantes Charlie Massó, Ray Reyes, Robby Rosa y Roy Roselló, tras la salida de Ricky Meléndez. La versión en inglés fue interpretada por el quinteto en la gira de promoción del álbum Menudo e incluida en el primer álbum de video de los artistas, titulado Video Explosion.
Comercialmente, la versión original en español se convirtió en un éxito.  En Puerto Rico alcanzó la posición número 10, mientras que en Brasil llegó al primer lugar, según informó el periódico La Opinión en marzo de 1985. En cuanto a las listas locales, en Chicago llegó a ocupar la posición número 1 en la lista de canciones más reproducidas en las radios de habla hispana, según la revista Billboard, mientras que en La Paz, Bolivia, alcanzó la tercera posición.. En Río de Janeiro llegó al cuarto lugar.

## Lista de canciones
- Créditos adaptados de la contraportada de los sencillos "Sabes a chocolate" (1984),[11] y "Sabes a chocolate" (1985).[12]

### Versión en Español
Lado A
| N.º | Título              | Escritor(es)           | Duración |  |
| 1.  | «Sabes a chocolate» | Carlos Villa A. Monroy | 4:11     |  |

Lado B
| N.º | Título      | Escritor(es)       | Duración |  |
| 1.  | «Yo No Fui» | C. Villa A. Monroy | 3:35     |  |

### Versión Mexicana
Lado A
| N.º | Título              | Escritor(es)       | Duración |  |
| 1.  | «Sabes a chocolate» | C. Villa A. Monroy | 4:11     |  |

Lado B
| N.º | Título         | Escritor(es)       | Duración |  |
| 1.  | «Amor Primero» | C. Villa A. Monroy | 3:22     |  |

## Listas

### Listas semanales
| Lista musical (1984)     | Mejor posición |
| ------------------------ | -------------- |
| Brasil (Nopem)           | 1              |
| Puerto Rico (La Opinión) | 10             |

## Versión de Kumbia Kings
La agrupación mexicana-estadounidense de cumbia-reguetón Kumbia Kings realizó una versión de la canción "Sabes a chocolate", incluida en su tercer álbum de grandes éxitos Los Remixes 2.0. Fue lanzada en marzo del 2004 por EMI Latín como el único sencillo inédito del disco. Abel Talamántez, miembro de Los Kumbia Kings, fue miembro de Menudo antes.
El video musical se grabó en Cancún y se muestra a los integrantes pasear y cantar en la playa rodeado de varias chicas modelos.

## Lista de canciones

### Descarga digital[17]
| Sabes a chocolate — EP |                                                              |          |  |
| N.º                    | Título                                                       | Duración |  |
| 1.                     | «Sabes a chocolate (feat. Pee Wee)»                          | 3:46     |  |
| 2.                     | «Sabes a chocolate (Rocksound Elextro Phonk Mix)»            | 3:42     |  |
| 3.                     | «Sabes a chocolate (Licuado Tropical Mix)»                   | 3:45     |  |
| 4.                     | «Sabes a chocolate (Rocksound Elextro Phonk Mix) [Extended]» | 6:39     |  |